# Confuciusornithidae
Famille
Genres de rang inférieur
- † Confuciusornis Hou et al.[1], 1995, genre type
- † Changchengornis Ji Quiang, Luis M. Chiappe et Ji[2], 1999
- † Eoconfuciusornis Zhang, Zhou & Benton[3], 2008
- † Yangavis Wang Min et Zhou Zhonghe[4], 2018

Les Confuciusornithidae (Confuciusornithidés en français) forment une famille éteinte d'oiseaux primitifs ayant vécu au Crétacé inférieur. Ils sont connus principalement dans le paléobiote de Jehol dans la province de Liaoning au nord-est de la Chine. Le nombre de squelettes et d'empreintes découverts en fait un des groupes d'oiseaux préhistoriques les mieux étudiés.
Ce sont des dinosaures théropodes regroupés dans le clade, soit des Avialae, soit des Aves. 

## Datation
Les fossiles de Confuciusornithidés, souvent très bien conservés, proviennent essentiellement des formations géologiques d'Yixian et de Jiufotang du nord-est de la Chine. En 2008, le genre Eoconfuciusornis a été découvert, toujours dans la même région, mais dans des sédiments plus âgés d'environ 6 Ma (millions d'années), dans la formation d'Huajiying au sein d'un niveau daté par datation radiométrique de 130,7 Ma,,. 
Ces formations géologiques sont datées de l'Hauterivien supérieur jusqu'à l'Aptien inférieur,,, soit entre environ 131 à 120 Ma (millions d'années).
Ils sont ainsi parmi les plus anciens oiseaux primitifs après le célèbre Archaeopteryx, plus âgé d'environ 20 Ma.

## Description

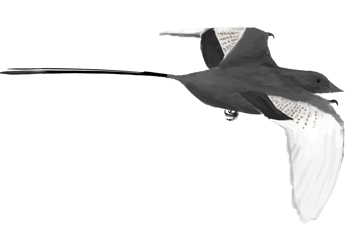
Vue d'artiste d'un confuciusornithidé : Confuciusornis sanctus.

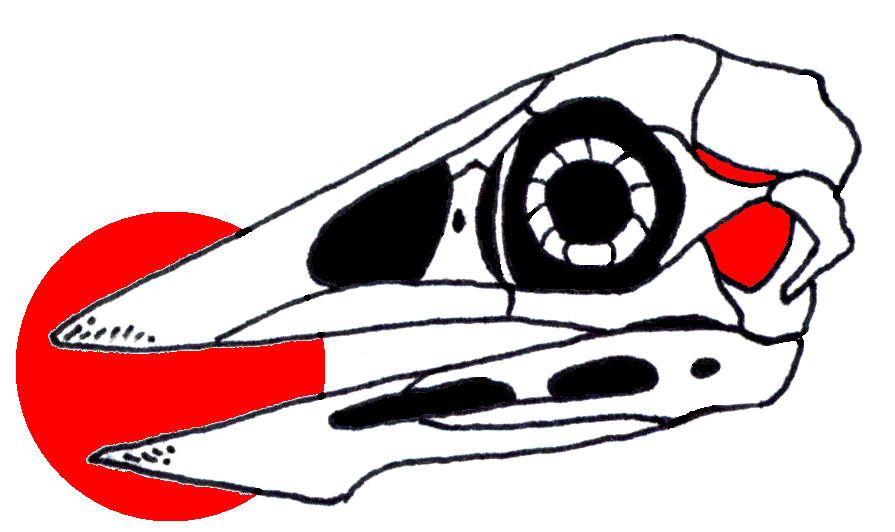
Reconstruction du crâne de C. sanctus. En rouge, le bec sans dents et les deux ouvertures crâniennes postérieures, (Chiappe, 1999).

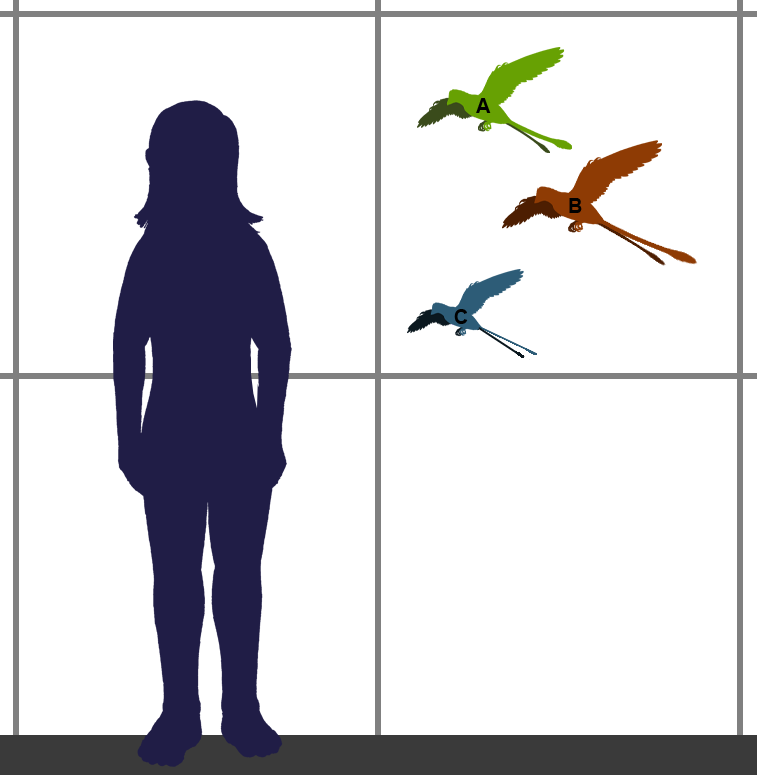
Tailles de différents genres de Confuciusornithidae comparées avec celle d'un humain.

Ce sont des animaux de taille modeste de 15 à 20 centimètres de longueur, de la taille d'un pigeon, seul Confuciusornis  atteint environ 50 centimètres.
À l'égal des oiseaux modernes, les confuciusornithidés avaient un bec sans dents, contrairement à d'autres oiseaux contemporains comme Hesperornis et Ichthyornis. Ils présentent quelques ressemblances avec Archaeopteryx et, comme lui, possèdent des caractères archaïques et modernes. Par exemple, la zone arrière du crâne avec deux fosses infratemporales et supratemporales rappelle celle des diapsides. Les autres oiseaux, y compris Archaeopteryx n'ont plus ces fosses dans la partie postérieure du crâne.
Ils sont  aussi caractérisés par une plumage composé de plumes pennées et de duvet qui couvrent l’ensemble du corps, sauf sur ses pieds, la base de son bec et sur le tarsométatarse juste au-dessus du pied. 
Les métacarpes II et III de la patte avant de Confuciusornis se sont soudés tout près du poignet et le carpo-métacarpe a pris la forme caractéristique en demi-lune des oiseaux. Ils portaient encore des griffes sur ses ailes, sans doute nécessaires à l'escalade ou à la chasse. 

### Vol

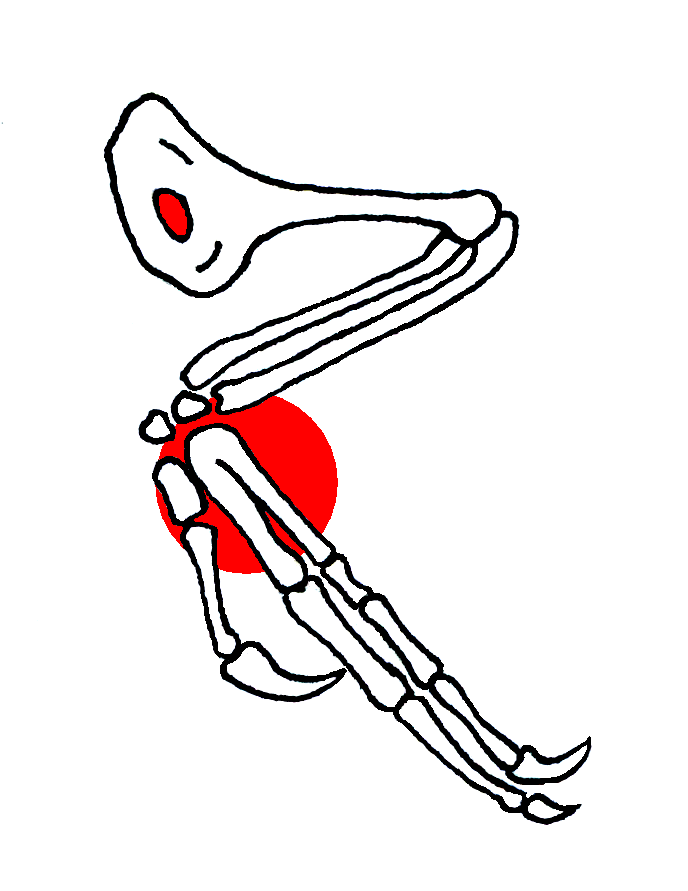
Aile de Confuciusornis sanctus. En rouge, l'ouverture de l'humérus et la soudure du carpométacarpe, Chiappe, 1999.

Les organes liés au vol de Confuciusornis sont plus développés que ceux d'Archaeopteryx, le sternum, essentiel pour l'attache des muscles nécessaires au vol, présente une sorte de quille plus semblable à celles des oiseaux modernes. L'os coracoïde est également plus développé que celui d'Archaeopteryx. La furcula est fusionnée et offre une articulation plus efficace. Cependant, ses plumes sont semblables à celles d'oiseaux à battement d'ailes rapide, alors que dans le même temps, leur anatomie suggère un manque de capacité de battement. 

### Dimorphisme sexuel
Ils sont également connus pour leur queue, constituée d'une paire de très longues plumes rectrices en forme de ruban. Ce caractère parait limité aux mâles, comme démontré pour le genre  Eoconfuciusornis.
Le mâle avait un plumage plus orné que la femelle, comportant deux plumes de queue ornementales. Ces plumes étaient également présentes chez des spécimens juvéniles, ce qui indique qu'ils commençaient à se reproduire avant que leur croissance ne soit finie. Ces longes rectrices auraient pu également avoir un rôle de défense contre les prédateurs, en exposant soudainement ces grandes plumes face à un possible agresseur.
Un spécimen femelle très bien conservé a été étudié en 2017. Il a conservé sous forme fossile des empreintes de tissus mous de l'ovaire et de l'aile. Le fossile de cette femelle a également montré qu'elle ne possédait pas les deux très grandes plumes rectrices de queue (terminées par des lobes allongés) comme les spécimens mâles, ce qui a confirmé un dimorphisme sexuel marqué chez cette espèce.
Selon une étude publiée en 2016, le plumage de base d'Eoconfuciusornis serait brun foncé,.

## Paléoécologie

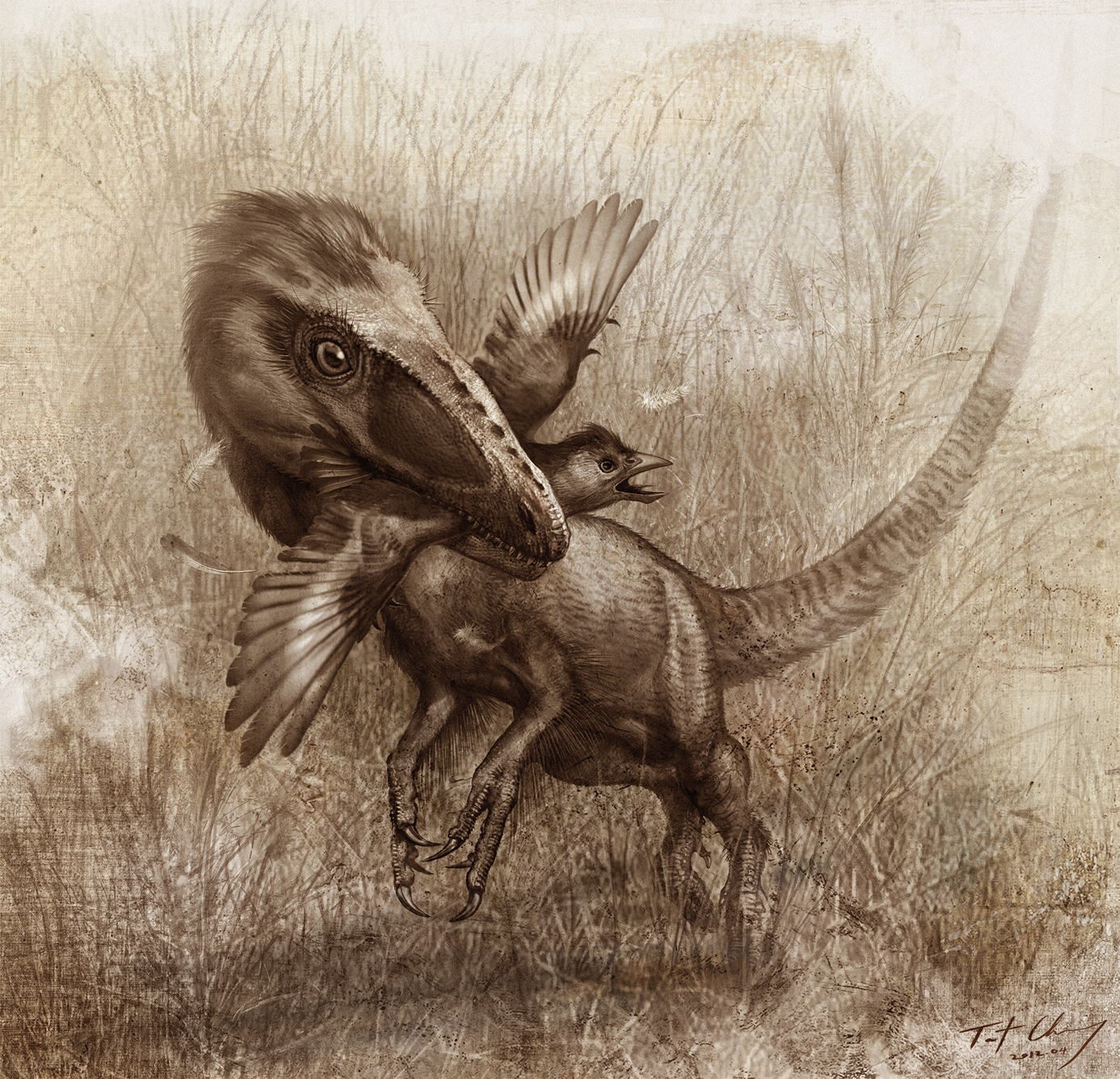
Vue d'artiste de Sinocalliopteryx gigas capturant le confuciusornithidé Confuciusornis sanctus.

Il a d'abord été supposé que les confuciusornithidés, qui possédaient un bec sans dent étaient des herbivores. Cependant, leur anatomie n'est pas adaptée à la consommation de plantes, de plus, aucun gastrolithe n'a été trouvé à proximité de leur squelette. Par ailleurs, le tégument corné de leur bec (ramphothèque) n'est pas suffisamment solide pour permettre le broyage des aliments.
Au lieu de cela, le bec des confuciusornithidés semble être suffisamment sensible pour attraper facilement la nourriture et les proies potentielles. Ce type de bec est bien adapté pour filtrer et saisir des proies proche de la surface d'un plan d'eau.
Cette anatomie, et le fait que leurs fossiles se retrouvent dans des sédiments lacustres, témoignent d'une alimentation dépendante d'un environnement aquatique. La découverte de restes de poissons dans le squelette de Confuciusornis sanctus corrobore cette hypothèse. Comme les confuciusornithidés apparaissent incapables de décoller depuis un plan d'eau et manquent d'adaptations pour vivre dans l'eau, il apparaît qu'ils devaient voler au ras de l’eau pour se nourrir des poissons qu'ils capturaient avec leur bec. 
Des restes de confuciusornithidés ont été retrouvés dans le contenu abdominal de Sinocalliopteryx gigas, un théropode prédateur de la famille des compsognathidés. Comme ils appartiennent à plusieurs spécimens de ces oiseaux primitifs, il a été retenu qu'ils devaient avoir été capturés sur une courte période.
Les confuciusornithidés devaient être des oiseaux sociaux, comme l'indique la proximité fréquente de nombreux spécimens fossilisés.
Les confuciusornithidés sont donc à la fois des prédateurs et des proies :
- des restes de poissons ont été retrouvés au niveau de leur système digestif[18] ;
- et leurs restes ont été trouvés au niveau des cavités abdominales d'un théropode bipède de la famille des Compsognathidae d'une longueur d'environ 2,50 mètres, Sinocalliopteryx[19].

## Classification
La famille des Confuciusornithidae a été érigée par L. Hou et ses collègues en 1995 pour abriter le genre Confuciusornis. Ses inventeurs l'ont placée au sein du clade des Confuciusornithiformes, ce dernier étant rattaché à la classe des Aves.
|            | Sapeornis                                                               |
|            |                                                                         |
| Pygostylia | \| \| Confuciusornithidae \| \| \| \| \| \| Ornithothoraces \| \| \| \| |
|            | \| \| Confuciusornithidae \| \| \| \| \| \| Ornithothoraces \| \| \| \| |
|            | Confuciusornithidae                                                     |
|            |                                                                         |
|            | Ornithothoraces                                                         |
|            |                                                                         |

|  | Confuciusornithidae |
|  |                     |
|  | Ornithothoraces     |
|  |                     |

|            | Sapeornis                                                               |
|            |                                                                         |
| Pygostylia | \| \| Confuciusornithidae \| \| \| \| \| \| Ornithothoraces \| \| \| \| |
|            | \| \| Confuciusornithidae \| \| \| \| \| \| Ornithothoraces \| \| \| \| |
|            | Confuciusornithidae                                                     |
|            |                                                                         |
|            | Ornithothoraces                                                         |
|            |                                                                         |

|  | Confuciusornithidae |
|  |                     |
|  | Ornithothoraces     |
|  |                     |

|            | Sapeornis                                                               |
|            |                                                                         |
| Pygostylia | \| \| Confuciusornithidae \| \| \| \| \| \| Ornithothoraces \| \| \| \| |
|            | \| \| Confuciusornithidae \| \| \| \| \| \| Ornithothoraces \| \| \| \| |
|            | Confuciusornithidae                                                     |
|            |                                                                         |
|            | Ornithothoraces                                                         |
|            |                                                                         |

|  | Confuciusornithidae |
|  |                     |
|  | Ornithothoraces     |
|  |                     |

|            | Sapeornis                                                               |
|            |                                                                         |
| Pygostylia | \| \| Confuciusornithidae \| \| \| \| \| \| Ornithothoraces \| \| \| \| |
|            | \| \| Confuciusornithidae \| \| \| \| \| \| Ornithothoraces \| \| \| \| |
|            | Confuciusornithidae                                                     |
|            |                                                                         |
|            | Ornithothoraces                                                         |
|            |                                                                         |

|  | Confuciusornithidae |
|  |                     |
|  | Ornithothoraces     |
|  |                     |

### Définition
La définition phylogénétique du groupe est donnée par Luis M. Chiappe et ses collègues en 1999, qui le définissent comme un clade incluant uniquement les genres Changchengornis et Confuciusornis.
De nombreux caractères définissent ce clade, le plus important est la présence de mâchoires dépourvues de dents qui indiquent une adaptation plus proche des oiseaux que d'Archaeopteryx.
Les autres caractères partagés dans ce clade incluent :
- la présence d'une fourche dans la partie avant de la symphyse mandibulaire ;
- la présence d’une fenestra maxillaire distincte (trou d’aération) dans la branche montante du maxillaire ;
- la crête delto-pectorale de l'humérus est proéminente, ce qui permet une augmentation de l'attachement musculaire pour les muscles adducteurs de l'épaule ;
- Le premier os métacarpien n'est pas attaché par un os aux autres métacarpes co-ossifiés ;
- La griffe du deuxième doigt de la main est beaucoup plus petite que les autres griffes ;
- l'extrémité distale du sternum est en forme en « V » ;
- la partie proximale de la phalange du troisième doigt est beaucoup plus petite que les autres phalanges.

Pour Chiappe et al. en 1999, les Confuciusornithidae constituent le clade le plus basal au sein des Pygostilia (clade regroupant tous les oiseaux possédant un pygostyle). Cet os du croupion des oiseaux provient de la soudure des  dernières vertèbres caudales qui fonctionnent comme une courte queue, qui remplace la queue reptilienne plus longue comme celle d'Archaeopteryx. Ce changement permet d'améliorer la capacité de vol chez les Pygostilia, un clade qui intègre également tous les oiseaux modernes.